# (2647) Sova
(2647) Sova es un asteroide perteneciente al cinturón de asteroides, descubierto el 29 de septiembre de 1980 por Zdeňka Vávrová desde el Observatorio Kleť, České Budějovice, República Checa.

## Designación y nombre
Designado provisionalmente como 1980 SP. Fue nombrado Sova en honor al poeta checo Antonín Sova.